# Жигалівська сільська рада
| Жигалівська сільська рада — орган місцевого самоврядування у Калинівському районі Вінницької області з адміністративним центром у с. Жигалівка. Сільській раді підпорядковані населені пункти: - с. Жигалівка |

## Склад ради
Рада складається з 14 депутатів та голови.

## Керівний склад сільської ради
| ПІБ                        | Основні відомості                                                                              | Дата обрання | Дата звільнення |
| -------------------------- | ---------------------------------------------------------------------------------------------- | ------------ | --------------- |
| Клепач Анатолій Васильович | Сільський голова, 1966 року народження, освіта, член Партії промисловців і підприємців України | 26.03.2006   | 31.10.2010      |
| Клепач Анатолій Васильович | Сільський голова, 1966 року народження, освіта вища, безпартійний                              | 31.10.2010   |                 |

Примітка: таблиця складена за даними джерела